# ジャンボ・エリオット (アメリカンフットボール)
ジョン・"ジャンボ"・エリオット （Jumbo Eliott, 1965年4月1日 - ）は、ニューヨーク州レイクロンコンコマ出身の元アメリカンフットボール選手。NFLのニューヨーク・ジャイアンツ（1988年-1995年）、ニューヨーク・ジェッツ（1996年-2000年、2002年）でプレイした。ポジションはオフェンシブタックル。

## 経歴
1988年のNFLドラフト2巡でニューヨーク・ジャイアンツに指名されて入団した。1年目から前16試合に出場し、左右のタックルでプレーした。
1989年、トレーニングキャンプで左タックルのポジションを獲得し、先発11試合を含む13試合に出場した。
1990年、足の負傷により先発出場は8試合のみであった。プレーオフも含めて彼が出場した試合ではチームは10勝1敗の成績をあげてスーパーボウル優勝を果たした。第25回スーパーボウルを前にジャイアンツのヘッドコーチだったビル・パーセルズは対戦相手バッファロー・ビルズのディフェンシブエンドのブルース・スミス（レギュラーシーズン最優秀守備選手に選ばれていた）を抑えるためにローレンス・テイラーに練習の際、エリオットを挑発するように命じた。彼が激高した際、パーセルズは「お前がスミスを抑えられるか奴は心配しているんだ。」と話した。
1991年、プロ入り後初めて全16試合に先発出場した。1992年も全16試合に先発出場した。この年チームはランでチーム史上歴代3位となる20TDをあげた。
1993年、この年チームのランオフェンスはリーグ1位、ロドニー・ハンプトンは、3年連続1000ヤードラッシャーとなった。自身初のプロボウルに選ばれたが、背中の故障により出場はできなかった。
1994年の敵地でのヒューストン・オイラーズ戦ではゲームのオフェンスMVPに選ばれた。
1995年シーズン終了後、フリーエージェントとなった彼は、1996年2月26日、ニューヨーク・ジェッツと契約を結んだ。
2000年のマンデーナイトフットボールでのプレイも知られている。ジェッツ対マイアミ・ドルフィンズ戦の第4Q終盤、7点リードされていた場面で生涯唯一のタッチダウンパスをキャッチして試合はオーバータイムにもつれた。この試合ではジェッツが第4Q開始時点で23点のビハインドを負っていたがオーバータイムの末40-37と逆転勝利を収めた。このプレーはマンデーナイト・ミラクルと呼ばれている。
彼はビル・パーセルズに気に入られジャイアンツでプレイした後、ジェッツでもパーセルズヘッドコーチの下でプレイした。1993年シーズン終了後のプロボウルに選出されて先発のタックルとして出場している。彼はまた元オークランド・レイダースのヘッドコーチだったジョン・マッデンにも気に入られ、オール・マッデン・チームに3度選ばれている。